# الدرة المضية في شرح الألفية
الدرة المضية في شرح الألفية هو كتاب في النحو والصرف، كتبه النحوي ابن الناظم المتوفَّى سنة 686 هـ.
الكتاب عبارة عن شرح لألفية ابن مالك في مختلف أبواب النحو والصرف. وقد فرغ ابن الناظم من شرحه في المحرم من سنة 676 هـ.
ولأهمية هذا الكتاب، وضع عليه العلماء الكثير من الحواشي، أبرزها حاشية زكريا الأنصاري المسماة «الدرر السنية في شرح الألفية».